# Cordillera Ugam
La cordillera Ugam (en kazajo: Өгем жотасы, Ógem jotasy; en uzbeko: Ugom tizmasi) es una cadena montañosa situada entre la región Kazajistán Meridional de Kazajistán y la provincia de Taskent de Uzbekistán. Es la parte oeste de las montañas Tian. La cordillera se extiende de noreste a suroeste; en el noreste, se une al Talas Alatau; en el suroeste, desciende gradualmente de altitud en dirección al valle del río Sir Daria. La longitud total de la cordillera es de aproximadamente 100 km y los picos más altos superan los 4 000 m. Marca la frontera entre Kazajistán y Uzbekistán.
La cordillera Pskem corre paralela a la cordillera Ugam al sur, y el valle del río Pskem separa las cordilleras. El Pskem entra en el embalse de Charvak cuya única salida es el río Chirchiq, un importante afluente derecho del Sir Daria. El valle superior del Chirchiq y el embalse están limitados por la cordillera Ugam desde el norte. Los ríos de la vertiente norte de la cordillera desembocan en el río Ugam, afluente derecho del Chirchiq.
En Uzbekistán, la cordillera Ugam se encuentra en el distrito de Bostanliq de la región de Tashkent. En Kazajistán, se comparte entre los distritos de Tole Bi y Kazygurt de la región de Kazajistán del Sur.
El Parque Nacional Ugam-Chatkal se encuentra parcialmente en la vertiente sur de la cordillera Ugam, en Uzbekistán.